# Khoratpithecus
Il Khoratpithecus è un genere estinto di primati ominidi appartenente  alla sottofamiglia dei Pongini, rappresentato da tre specie fossili. Si ritiene fosse affine agli oranghi. 
I reperti fossili sono stati ritrovati nel sud-est asiatico (Thailandia e Birmania) e sono datati al Miocene medio e al Miocene superiore, compresi tra 9 e 7 milioni di anni fa.

## Specie
Al genere Khoratpithecus appartengono le seguenti tre specie:
- Khoratpithecus chiangmuanensis (Chaimanee, Jolly, Benammi, Tafforeau, Duzer, Moussa & Jaeger, 2003) (precedentemente Lufengpithecus ' chiangmuanensis ')[3]
- Khoratpithecus piriyai Chaimanee, Suteethorn, Jintasakul, Vidthayanon, Marandat & Jaeger, 2004[1]
- Khoratpithecus ayeyarwadyensis Jaeger, Soe, Chavasseau, Coster, Emonet, Guy, Lebrun, Maung, Shwe, Tun, Oo, Rugbumrung, Bocherens, Benammi, Chaivanich, Tafforeau & Chaimanee, 2011[4]